# Luis García Postigo
Luis García Postigo (Mexikóváros, 1969. június 1. – ) mexikói válogatott labdarúgó. 

## Pályafutása

### Klubcsapatban
Mexikóvárosban született. 1985 és 1991 között a UNAM Pumas játékosa volt, melynek tagjaként 1989-ben megnyerte a CONCACAF-bajnokok kupáját, 1990-ben pedig mexikói bajnoki címet szerzett. 1992-től 1995-ig Spanyolországban játszott, 1992 és 1994 között az Atlético Madrid, az 1994–95-ös szezonban a Real Sociedad csapatában. 1995 és 1997 között a Club América együttesében szerepelt. 1997-ben az Atlante csapatában játszott. 1998 és 2000 között a CD Guadalajara, 2000-ben az Atlético Morelia csapatát erősítette. 2001-ben a Puebla játékosaként fejezte be a pályafutását. 

### A válogatottban
1991 és 1999 között 77 alkalommal szerepelt az mexikói válogatottban és 28 gólt szerzett. Részt vett az 1991-es CONCACAF-aranykupán, az 1993-as és az 1995-ös Copa Américán, az 1995-ös és az 1997-es konföderációs kupán, az 1996. évi nyári olimpiai játékokon, illetve az 1994-es és az 1998-as világbajnokságon, valamint tagja volt az 1996-os CONCACAF-aranykupán aranyérmet szerző csapatnak is. 

## Sikerei, díjai
UNAM Pumas
- CONCACAF-bajnokok kupája (1): 1989
- Mexikói bajnok (1): 1990–91

Mexikó
- CONCACAF-aranykupa győztes (2): 1996, 1998
- Copa América bronzérmes (1): 1997

Egyéni
- A Mexikói bajnokság aranylabdása (2): 1990–91, 1991–92
- A Mexikói bajnokság gólkirálya (3): 1990–91, 1991–92, Invierno 1997
- A Konföderációs kupa gólkirálya (1): 1995
- A Copa América gólkirálya (1): 1995